# Ernst Falkner
Ernst Falkner (* 24. Februar 1909 in München; † 27. Oktober 1950 in Leipheim) war ein deutscher Politiker (CSU, später Bayernpartei).

## Leben
Falkner studierte in München und Freiburg im Breisgau Philosophie und Rechtswissenschaften. Während seines Studiums wurde er 1928 Mitglied der Burschenschaft Babenbergia München. Anschließend war er als Journalist u. a. für United Press tätig. 1932 trat er dem Bayerischen Heimat- und Königsbund bei und wurde 1938 Honorarkonsul eines mittelamerikanischen Staates für Bayern.
Am 6. September 1937 beantragte er die Aufnahme in die NSDAP und wurde rückwirkend zum 1. Mai desselben Jahres aufgenommen (Mitgliedsnummer 5.950.934). Er war Mitbegründer der Freiheitsaktion Bayern und wurde deshalb Anfang 1945 wegen Hochverrats angeklagt.
Nach dem Krieg war Falkner zunächst Landrat im Landkreis Bogen (Niederbayern), dann Regierungspräsident des damals vereinigten Regierungsbezirks Niederbayern und Oberpfalz (1. bis 18. Oktober 1945). Er war Mitbegründer der CSU und bis April 1947 deren Bezirksvorsitzender in Niederbayern. Ende 1947 trat er zur Bayernpartei (BP) über und wurde deren Generalsekretär und Landesschatzmeister.
Von der ersten Bundestagswahl 1949 bis zu seinem Tode 1950 gehörte Falkner dem Deutschen Bundestag an, er war stellvertretender Fraktionsvorsitzender der BP-Fraktion. Außerdem war er Vorsitzender des Bundestagsausschusses für Beamtenrecht. 1949/50 war er auch Verlagsleiter der BP-Parteizeitung Bayerische Landeszeitung.
Falkner gehörte innerhalb der BP zu der Gruppe um Joseph Baumgartner, Ludwig Lallinger, Jakob Fischbacher und Ludwig Volkholz, die auf eine prinzipielle Gegnerschaft zur CSU setzten. Schon kurz nach der Bundestagswahl 1949 erklärte er, die Bayernpartei werde „auf alle Fälle“ in die Opposition gehen. Eine Tolerierung der Bundesregierung sei nur dann zu erwarten, wenn die föderalistischen Forderungen der BP erfüllt würden.
Mit seiner Ehefrau Dorothea, geborene Lacher, hatte er drei Töchter. Nach seinem Tod heiratete sie den Münchner Journalisten und früheren Oberstleutnant Kurt Sendtner.